# Billet de 100 francs Corneille
Pour les articles homonymes, voir 100 francs.
Recto
Verso
Chronologie
100 nouveaux francs Bonaparte 100 francs Delacroix
Le 100 francs Corneille est un billet de banque français créé le 2 avril 1964 et émis à compter du 19 janvier 1965 par la Banque de France. Il succède au 100 nouveaux francs Bonaparte et fut remplacé par le 100 francs Delacroix.

## Historique
Ce billet polychrome exécuté en taille-douce appartient à la série des « créateurs et scientifiques célèbres » lancée par la Banque de France à partir de 1963 et qui comprend Pasteur, Voltaire, Racine et Molière.
Le billet sera imprimé d'avril 1966 à février 1979. Il commence à être retiré de la circulation le 1er mars 1985 et est définitivement privé de cours légal le 15 septembre 1986.
Son tirage total est de 3 120 000 000 exemplaires.

## Description
Il a été peint par Jean Lefeuvre et gravé par Gilbert Poilliot et Jules Piel.
Les tons dominants sont le rouge et le marron.
Au recto : centré, le buste de Pierre Corneille d’après un dessin de Charles Le Brun, devant les colonnades du théâtre du Château de Versailles inauguré en 1682. Dans le bas de la vignette, à gauche et à droite, figurent des trophées d’armes. 
Au verso : idem centré, Corneille, inscrit dans un médaillon rocaille sur fond d’une vue de Rouen en bord de Seine avec la Cathédrale. La partie inférieure droite évoque sa maison natale, et à gauche, le palais de Justice de Rouen. La partie inférieure comprend le texte de loi renvoyant aux peines encourues en cas de contrefaçon : il est à noter que ledit texte est expurgé des deux fautes d'accord qui étaient présentes dans tous les cartouches depuis 1831 (cf. le billet de 500 francs 1831).
Les deux filigranes représentent des têtes de personnages issus des tragédies de Corneille : une tête laurée de trois quarts et un profil de soldat casqué.
Ses dimensions sont de 172 mm x 92 mm.